# Kozmološka konstanta
Kozmolóška konstánta (običajno označena z veliko grško črko lambda – Λ) je v fizikalni kozmologiji vrednost energijske gostote vakuuma prostora. Izvirno jo je uvedel Albert Einstein leta 1917 pridano svoji splošni teoriji relativnosti kot silo, ki bi »zadrževala gravitacijo«, da bi s tem dosegel statični kozmološki model Vesolja. Einstein je koncept zavrgel potem, ko je Hubble leta 1929 odkril, da se galaksije zunaj Krajevne skupine (skupine galaksij v kateri je krajevna Galaksija) oddaljujejo med seboj in kar je nakazovalo na razširjanje celotnega (krajevnega) Vesolja. Od leta 1929 do zgodnjih 1990-ih je večina raziskovalcev v kozmologiji privzela vrednost:
{\displaystyle \Lambda =0\!\,.}
Od 1990-ih je več dognanj v opazovalni kozmologiji, še posebej odkritje pospešenega razširjanja Vesolja iz oddaljene supernove v letu 1988 (skupaj z neodvisnim dokazom iz prasevanja in pregledov rdečih premikov velikih galaksij) pokazalo da se lahko približno 68 % mase-energijske gostote Vesolja pripiše temni energiji Čeprav temna energija na osnovnem nivoju ni dobro znana, so njene glavne zahtevane značilnosti, da deluje kot neke vrste antigravitacija, se oslabi veliko počasneje kot snov pri razširjanju Vesolja in se združuje veliko šibkeje od snovi, ali pa sploh ne. Kozmološka konstanta je najpreprostejša oblika temne energije, saj je konstantna tako v prostoru kot času. To dejstvo vodi do trenutnega standardnega modela kozmologije znanega kot model ΛCDM, ki zagotavlja dobro ujemanje z mnogim dosedanjim kozmološkim opazovanjem.

## Enačbe polja
Kozmološka konstanta Λ je določena v Einsteinovih enačbah polja v obliki:
{\displaystyle R_{\mu \nu }-{\frac {1}{2}}R\,g_{\mu \nu }+\Lambda \,g_{\mu \nu }={\frac {8\pi \kappa }{c_{0}^{4}}}T_{\mu \nu }\!\,,}
kjer Riccijev tenzor {\displaystyle R_{\mu \nu }\,} in metrični tenzor {\displaystyle g_{\mu \nu }\!\,} opisujeta strukturo prostor-časa, napetostni tenzor {\displaystyle T_{\mu \nu }\!\,} pripada vplivu snovi in energije na to strukturo, gravitacijska konstanta κ in hitrost svetlobe {\displaystyle c_{0}\!\,} pa sta pretvorbena faktorja, ki izhajata iz rabe tradicionalnih merskih enot. Kadar je Λ enaka 0, imajo enačbe polja enako obliko kot v splošni teoriji relativnosti. Kadar je {\displaystyle T_{\mu \nu }\!\,} enak 0, enačbe polja opisujejo prazni prostor (vakuum).
Kozmološka konstanta ima enak vpliv kot notranja gostota energije vakuuma, ρvac (in povezanega tlaka). V tem kontekstu se običajno prestavi na desno stran enačbe in se določi s sorazmernostnim faktorjem 8π: Λ = 8πρvac, kjer se rabijo dogovori o enotah splošne teorije relativnosti (drugače bi bila v enačbah tudi faktorja κ in c – Λ = 8π (κ/c2)ρvac = κ' ρvac, kjer je κ' Einsteinova konstanta). Običajno se navedejo vrednosti gostote energije neposredno, čeprav se še vedno rabi ime »kozmološka konstanta«, z dogovorom 8π κ = 1. (Dejansko je prava enota za Λ dolžina l−2 in ima vrednost ~1 10−52 m−2 ali v reduciranih Planckovih enotah: ~3 10−122, izračunano s trenutno najboljšima vrednostima ΩΛ = 0,6911 ± 0,0062 in Ho = 67,74 ± 0,46 km/s / Mpc = 2,195 ± 0,015 10−18 s−1).
Pozitivna gostota energije vakuuma, ki izhaja iz kozmološke konstante, nakazuje negativni tlak in obratno. Če je gotota energije pozitivna, bo ustrezni negativni tlak gnal pospešeno razširjanje Vesolja, kakor so pokazala opazovanja. (glej temna energija in kozmična inflacija za podrobnosti.)

### ΩΛ(Omega Lambda)
Namesto same kozmološke konstante kozmologi velikokrat rabijo razmerje med gostoto energije zaradi kozmološke konstante in kritično gostoto Vesolja, odločilni točki za zadostno gostoto, ki zaustavi stalno razširjanje Vesolja. To razmerje se običajno označi kot ΩΛ in je ocenjeno na vrednost 0,6911 ± 0,0062, glede na rezultate vesoljskega observatorija Planck, objavljene leta 2015.
V ravnem Vesolju je ΩΛ del energije Vesolja zaradi kozmološke konstante, kar bi se intuitivno imenovalo del Vesolja, ki je sestavljen iz temne energije. Ta vrednost se s časom spreminja: kritična gostota se spreminja s kozmološkim časom, gostota energije zaradi kozmološke konstante pa ostaja nespremenjena skozi celotno zgodovino Vesolja: količina temne energije narašča z rastjo Vesolja, količina snovi pa ne.

### Enačba stanja
Drugo razmerje, ki se rabi v enačbi stanja, po navadi označeno z w, in pomeni razmerje med tlakom, ki ga temna energija izvaja na Vesolje in energijo na enoto prostornine. To razmerje je w = −1 za pravo kozmološko konstanto, in je v splošnem različno za alternativne oblike vakuumske energije s spremenljivim časom, kot je na primer kvintesenca, domnevna oblika temne energije, kjer je za pospešeno razširjanje Vesolja odgovorno skalarno polje in ne kozmološka konstanta.